# Dabeiba
Dabeiba ist eine Gemeinde (municipio) im Departamento Antioquia in Kolumbien.

## Geographie
Dabeiba liegt in der Subregion Occidente in Antioquia am Río Sucio. An die Gemeinde grenzen im Norden Mutatá und Ituango, im Osten Peque, im Süden Uramita und Frontino und im Westen Murindó sowie Carmen del Darién und Riosucio in Chocó.

## Bevölkerung
Die Gemeinde Dabeiba hat 24.242 Einwohner, von denen 10.316 im städtischen Teil (cabecera municipal) der Gemeinde leben (Stand: 2022).

## Geschichte
Das Gebiet des heutigen Dabeiba war bei Ankunft der Spanier vom indigenen Volk der Katíos bewohnt, die den Spaniern großen Widerstand leisteten. Die Region wurde von den Spaniern in der Folge nur langsam kolonisiert. Das heutige Dabeiba wurde 1850 gegründet.